# Weird Tales
Weird Tales est un magazine américain de type pulp lancé en mars 1923 célèbre pour avoir publié dans ses pages des récits et nouvelles, appartenant principalement au genre du fantastique et de la fantasy, écrits par certains des auteurs les plus emblématiques du genre. Ce magazine, édité par Jacob Clark Henneberger et J. M. Lassinger, souhaitait à son origine profiter de l'aura positive des autres pulp de l'époque, tels que Black Mask. Le magazine cesse d'être publié en 1954.

## Historique
Weird Tales connaît une première année de publication difficile, sous la houlette de son premier rédacteur en chef, Edwin Baird. Celui-ci publie malgré tout les premiers textes de H. P. Lovecraft à partir d'octobre 1923. Certains mois, les numéros ne paraissent pas du tout ou sont regroupés afin de réduire les dettes du magazine. Ce n'est qu'en 1924, après que le poste de rédacteur en chef a été proposé à H. P. Lovecraft (poste que ce dernier refuse), que le magazine trouve en la personne de Farnsworth Wright son âme véritable.

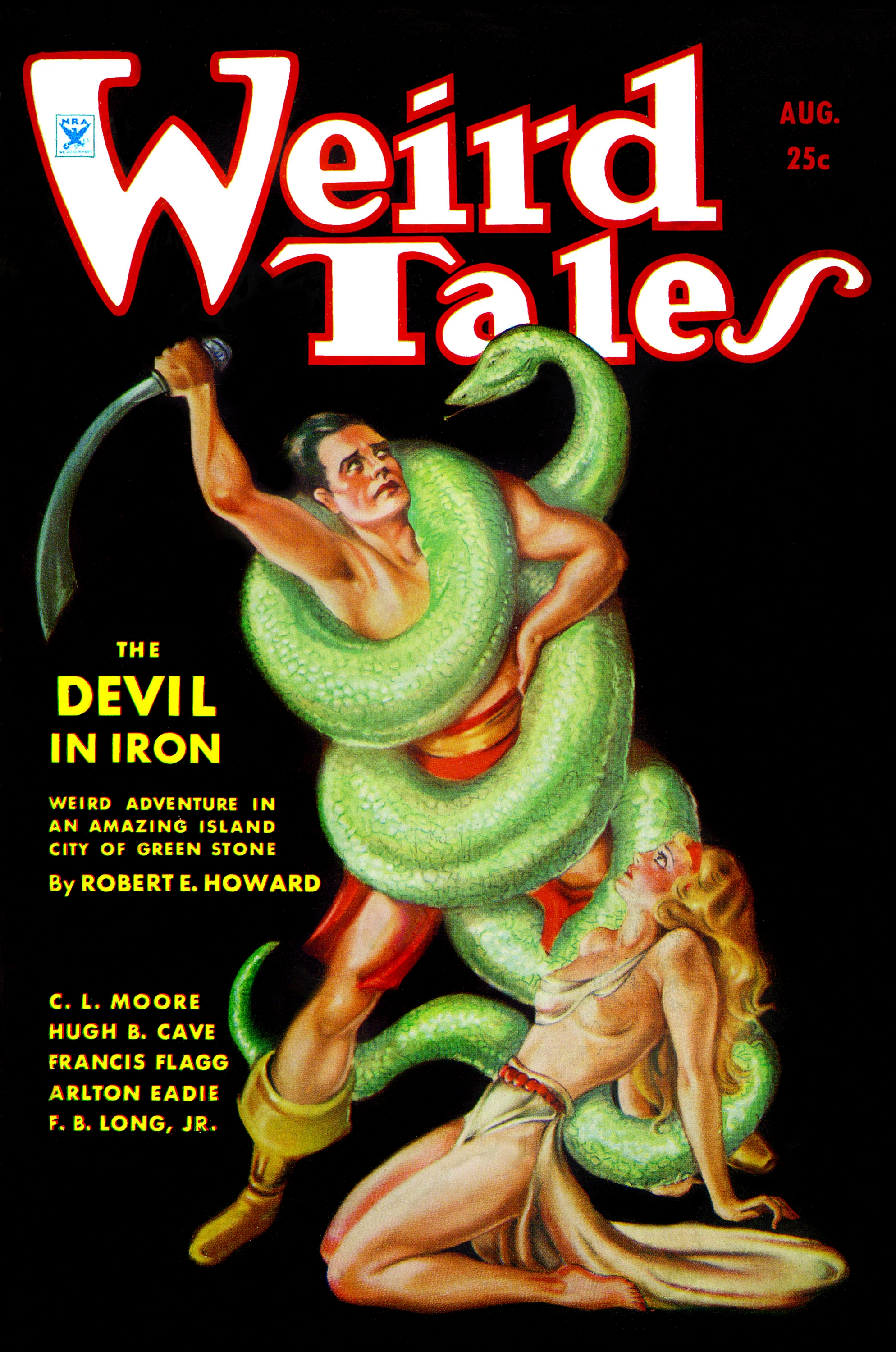
Illustration de Margaret Brundage.
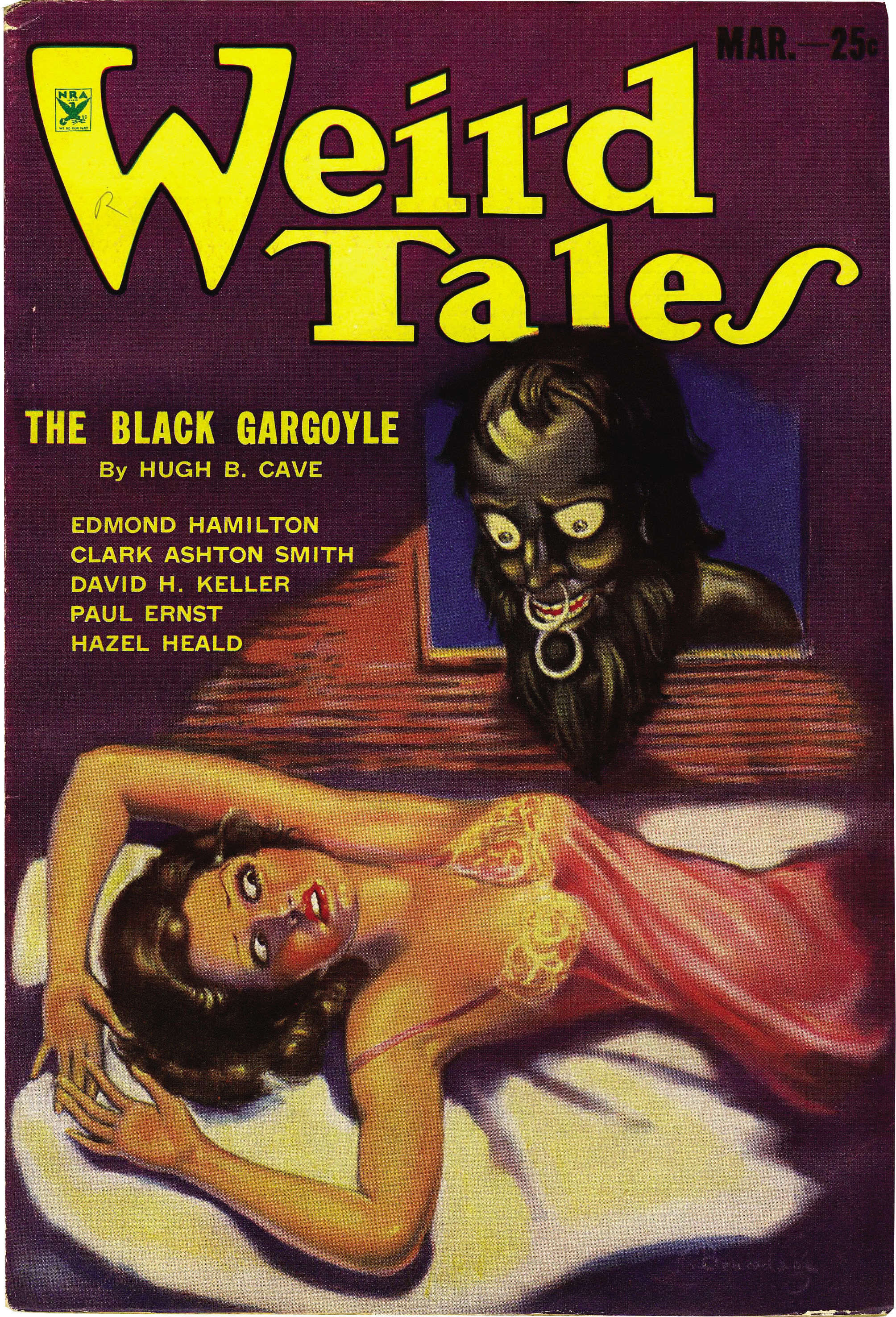
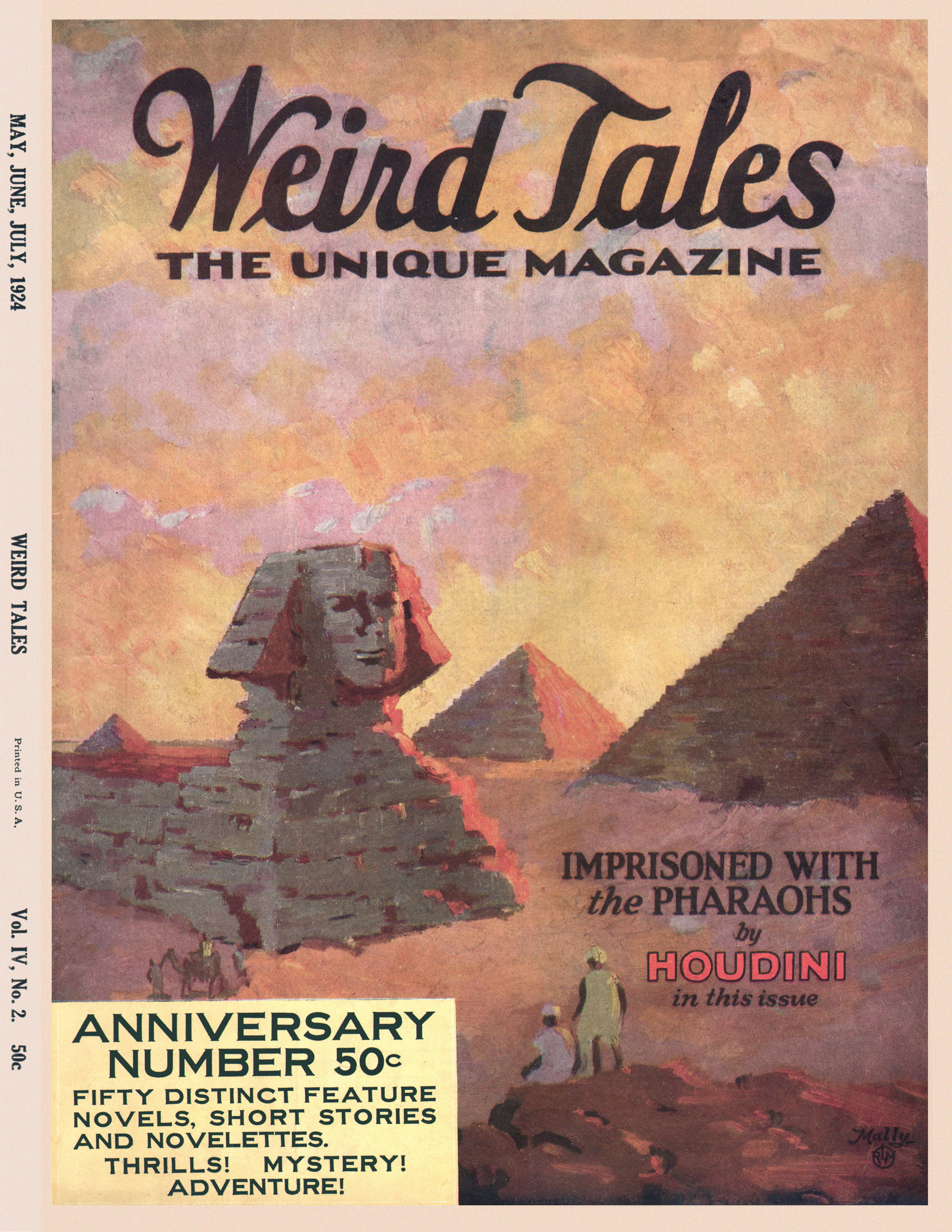
Couverture de Weird Tales de Mai 1924, volume 4, numéro 2.

Celui-ci fait entrer au service de la publication les noms extrêmement populaires de Seabury Quinn (auteur entre autres des aventures de Jules de Grandin), d'Edgar Hoffmann Price et, quelque temps plus tard, d'Abraham Merritt ou de Robert E. Howard, dont les aventures de Conan le Barbare font les belles heures du magazine. Comme la plupart des pulps, Weird Tales connaît cependant une vie économique chaotique, souffrant entre autres de la concurrence des drames radiophoniques, des comics ou encore des éditions à prix cassés de roman de fantasy. Après la mort d'H. P. Lovecraft en 1937 d'un cancer de l'intestin et le retrait de Wright en 1940 des suites de la maladie de Parkinson, le magazine périclite jusqu'à l'arrêt complet de sa publication en septembre 1954. 
Ce magazine a contribué à faire connaître des talents de la fantasy comme Fritz Leiber, C. L. Moore ou encore Clark Ashton Smith.
Après 1954, il y eut plusieurs tentatives pour le faire revivre : des réimpressions d'anthologies dans les années 1960 et 1980, notamment. À partir de 1988, Weird Tales fut republié plus ou moins régulièrement. Il est maintenant publié par Wildside Press.
Stephen King rend hommage à ce magazine dans La ligne verte, tant dans la nouvelle que dans le film, en le mettant entre les mains de Edouard Delacroix peu avant son exécution.

## Ligne éditoriale
Le magazine, qui portait comme sous-titre The Unique Magazine (comprendre : « Le magazine unique en son genre »), contenait dans ses premières années des récits d'horreur inspirés de la dark fantasy. Puis, la ligne éditoriale se dirigea doucement vers la fantasy plus classique.
Edwin Baird, son premier rédacteur en chef, résumait ainsi le but du magazine dans l'éditorial du premier numéro, daté de mars 1923 : « Weird Tales présente des récits différents de ce que vous pourrez trouver dans les autres magazines. Des récits fantastiques extraordinaires, grotesques parfois, racontant des histoires anormales et étranges, enfin, des histoires à vous couper le souffle. Certaines seront cauchemardesques, d'autres, écrites de main de maître, traiteront des sujets interdits... »

## Quelques auteurs publiés dans Weird Tales
Par ordre alphabétique :
- Clark Ashton Smith
- Frank Belknap Long
- Jacques Bergier
- Maurice Level (Le regard -1933 ; L'infirme - 1933 ; La nuit et le silence - 1932)
- Jean-Joseph Renaud
- Guy de Maupassant
- Alexandre Dumas
- James O. Causey
- August Derleth
- Nictzin Dyalhis
- L'illustrateur Virgil Finlay y fera ses premières armes
- Edmond Hamilton
- E. Hoffmann Price
- Robert E. Howard
- Carl Jacobi
- John Martin Leahy
- Fritz Leiber
- H. P. Lovecraft
- Abraham Merritt
- Catherine Lucille Moore
- G. G. Pendarves
- Seabury Quinn
- Margaret St. Clair
- Sophie Wenzel Ellis
- Tennessee Williams (premier texte professionnel du dramaturge)